# 陈潭秋

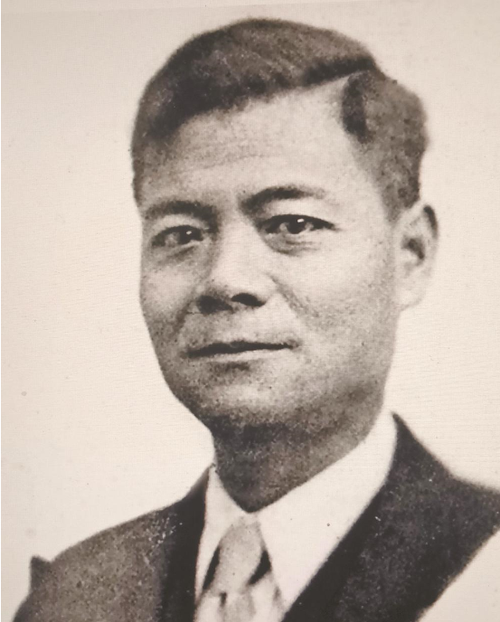
陈潭秋

陈潭秋（1896年1月4日—1943年9月27日），名澄，字雲先，湖北黄冈人，中國共產黨創始人和早期领导人。

## 生平
五一节，真壮烈，世界工人大团结！

发起芝加哥，响应全世界。

西欧东亚与美洲，年年溅满劳工血！

不达成功誓不休，

望大家，齐努力，切莫辜负五一节！

1896年1月出生于一个书香之家。自小读书勤奋，文思敏捷，在小学就一直是优等生，为本班同学所赞许。1912年，离开黄冈，到湖北武昌的湖北省立第一中学学习。1916年入读国立武昌高等师范学校英文部。在校期间，1919年在武昌參加五四運動。1919年秋，毕业后成为湖北人民通讯社记者，并在董必武主持的私立武汉中学兼任英语教员。1920年秋，陈潭秋与董必武等人发起成立武汉的中国共产党早期组织。同年，参与组织社会主义青年团，并在武汉的大、中学校创办读书会，组织师生阅读《新青年》、《共产党宣言》等书刊。
1921年7月，陈潭秋和董必武作為武漢代表出席在上海召開的中国共产党第一次全国代表大会。1921年9月，任中国劳动组合书记部武汉分部负责人，后来任中共武汉地方委员会委员，武汉区执委委员长、组织委员。1923年，参与发动并领导了京汉铁路工人大罢工，后来到安源开展工人运动和建立中共党组织工作，任中共安源地委委员。第一次国共合作时期，参加中国国民党湖北省党部的筹建，任中国国民党湖北省执委会组织部长，任内开展工农运动，迎接国民革命军北伐。此后，陈潭秋历任中共湖北区委组织部长、宣传部长。
中国国民党清党后，陈潭秋历任中共江西省委书记、中共山东临时省委负责人、中共满洲省委书记、中共江苏省委秘书长，以及中共第五届、六届中央候补委员等职务，领导各地工人运动、学生运动、兵运工作。
1933年初，陈潭秋来到中央苏区工作。同年6月，任中共福建省委书记。1934年1月，在瑞金举行的中华苏维埃共和国第二次代表大会上，当选为中央执行委员、中央政府粮食部部长。在粮食部部长任内，为打破国民党对中央苏区的经济封锁，保证中央苏区及中央红军的粮食供应，作出贡献。1934年10月，中央红军主力长征后，陈潭秋留在中央苏区开展游击战争，任中共苏区中央分局委员兼组织部长。1935年8月，赴苏联莫斯科参加共产国际第七次代表大会。会后进入莫斯科列宁学院研究班学习，并且参加中共驻共产国际代表团的工作。
1939年5月，陈潭秋化名“徐杰”，回国出任中共中央驻新疆代表和八路军驻新疆办事处负责人。陈潭秋、毛泽民、林基路等中国共产党党员执行中共的抗日民族统一战线政策，为发展新疆经济、文化，开展抗日救亡作出贡献。
1942年，盛世才公开支持蒋介石，由亲苏亲共转为反苏反共。陈潭秋向中共中央建议将在新疆工作的干部调回延安，保存革命力量。同时，陈潭秋还组织在新疆的中国共产党党员整风学习，要求党员为随时可能被捕做好准备。
1942年9月17日，毛泽民、陈潭秋、林基路等在新疆工作的140多名中国共产党党员及家属被盛世才扣押软禁。陈潭秋随之被投入监狱，遭受酷刑，被逼迫声明“脱党”。但他始终不屈，坚决不声明“脱党”，并痛斥盛世才的罪行，宣传中国共产党的抗日民族统一战线政策。1943年9月27日深夜，陈潭秋、毛泽民、林基路等人在迪化（今烏魯木齊）被盛世才秘密处决，陈潭秋享年47岁。因消息隔绝，在1945年召开的中共七大上，陈潭秋仍当选为中央委员。
1950年春，当年盛世才手下的执法队队长张思信在武威落网，随即被押解到迪化，经中共新疆分局社会部部长刘护平审讯，张思信交代了1943年9月27日深夜处决毛泽民等人的情况，以及同年10月扒坟拍照的情况。张思信还在六道湾坟场指认出毛泽民、陈潭秋、林基路的遗骸。刘护平等人将人的遗骸放入棺中重新安葬，每個人的坟前各立下一个高2尺的木碑，并简单举行了祭奠仪式。
1950年8月，刘护平的一位当年的维吾尔族狱友向他报告，有人在北京西单商场见到很像李英奇（当年盛世才手下的公安管理处处长、审判委员会副主任）的人在摆烟摊。刘护平当即电告北京市公安局协助查清。不久，李英奇、富宝廉等人被捕并被押至乌鲁木齐。1950年冬，李英奇、富宝谦、张思信等當年處決毛泽民等人的人被公审处决。1956年7月，毛泽民、陈潭秋、林基路的灵柩被移至乌鲁木齐市革命烈士陵园重新安葬。

## 著作
1936年6、7月间，陈潭秋写于莫斯科并发表在俄文版《共产国际》杂志第七卷第四、五期合刊上的《中共第一次大会的回忆》，被史学界公认为最早回忆并公开发表的有关中共一大内情的文献。

## 家庭
- 发妻：林氏，是湖北中共早期领导人林育南、林彪的堂妹。1916年，陈潭秋按照母亲的要求与其结婚，婚后两人感情十分好。后来林氏患上了肺结核早逝。为此陈潭秋发誓：今生今世，不再找人[5]。据中共一大代表、陈潭秋的同乡包惠僧回忆，陈潭秋为悼念亡妻写了不少文章，并带着这些文章在亡妻的坟茔上“哭读”。
- 妻子：徐全直，革命烈士。1903年生，湖北沔阳人，湖北省立女子师范学校毕业。陈潭秋在湖北女师任教时二人结识。徐全直1923年加入中国共产党，历任湖北省妇女协会常委、执行主委等。1925年，陈潭秋和徐全直结婚。1933年初中共中央决定调时任江苏省委秘书长的陈潭秋与妻子徐全直到中央苏区工作。当时徐全直正值预产期，中共中央决定让陈潭秋先赴中央苏区，1933年4月22日，徐全直在上海产下一子取名陈志远。1933年6月20日上午徐全直到党的秘密联络点上海厦门路56号，办理去苏区的事宜时，这个联络点早已被国民党破坏，被埋伏在那里的中统特务抓获。1934年2月1日在南京雨花台被国民党当局枪决。
  - 长女：徐慈君，随母姓。由外婆、舅舅抚养长大。中国人民大学工作。2000年去世。
  - 长子：陈鹄，1928年出生，由外婆、舅舅抚养长大。退休前为国家计委国土局局长；退休后又任中国国际工程咨询公司常务董事、专家委员会顾问。
  - 次子：陈志远，1933年4月出生。由黄冈老家乡下的六伯父、六伯母抚养长大。南开大学历史系教授。陈志远的女儿在南开大学图书馆工作。[6]
- 续妻：王韵雪，1917年生。1936年11月去延安入陕北公学学习。1938年奉命去新疆任陈潭秋的机要秘书兼俄文译电员。1942年2月与陈潭秋结婚，育有一子（陈楚三）。1946年9月，经中共党组织批准，王韵雪与方槐（赖世禄）结婚，育有2子2女。著有《回忆陈潭秋》、《陈潭秋传记》等。
  - 幼子：陈楚三，生母是王韵雪。中国人民解放军炮兵装备技术研究所工作。转业后任中实集团监事会主席。